# Ambaixada romana (gals, 390 aC)
El Llegat romà va enviar una ambaixada als gals l'any 390 aC.
Les ambaixades estaven formades per un grup d'ambaixadors i tenien per missió portar missatges del Senat a estats estrangers. El seu nomenament era considerat un gran honor i només es concedia a homes il·lustres.
El senat romà va enviar l'any 390 aC tres ambaixadors, els tres fills del pontífex màxim Marc Fabi Ambust:
- Ceso Fabi Ambust
- Numeri Fabi Ambust
- Quint Fabi Ambust

La seva missió era enfrontar-se als gals quant aquestos assetjaven Clúsium i ajudar els assetjats en una sortida; llavors els gals van demanar que s'entregaren per violació de la llei de les nacions però el Senat romà ho va refusar i els gals van marxar contra Roma i la van ocupar.